# Jessie Matthews
Jessie Matthews, OBE (11 de marzo de 1907 – 19 de agosto de 1981), fue una actriz, bailarina y cantante británica.

## Biografía

### Primeros años
Matthews nació en la barrio de Soho, en Londres, Inglaterra , en un ambiente de relativa pobreza y en el seno de una familia de dieciséis hermanos, cuyo padre era un vendedor de frutas y vegetales. Debutó en el teatro, como bailarina infantil, en el Metropolitan Music Hall de Londres el 29 de diciembre de 1919, con la obra Bluebell in Fairyland, interpretada por Seymour Hicks, con libreto de Charles H. Taylor. Su debut en el cine fue con el film mudo de 1923 The Beloved Vagabond.

### Carrera
Matthews fue famosa en el Reino Unido como bailarina y como la primera intérprete de numerosas canciones populares de las décadas de 1920 y 1930, incluyendo "A Room with a View" y London Calling!, de Noël Coward, y "Let's Do It, Let's Fall in Love", de Cole Porter. Tras actuar en una serie de musicales y de filmes a mediados de los años treinta, Matthews ganó fama en los Estados Unidos, donde fue apodada "The Dancing Divinity" ("La Divina Bailarina"). Su estudio en Reino Unido no deseaba dejarla ir a su estrella más importante a América, por lo que rechazó las ofertas de trabajo recibidas desde Hollywood.
La fama de Matthews creció gracias a su papel en la producción teatral de 1932 titulada Ever Green, un musical de Richard Rodgers y Lorenz Hart que se inspiraba parcialmente en la vida de la estrella del music hall Marie Lloyd. En su época Ever Green fue el musical más costoso representado nunca en Londres. Su adaptación cinematográfica en 1934, Evergreen, incluía la canción de nueva composición Over My Shoulder, que se convirtió en el tema musical personal de Matthews, y que posteriormente dio título a su autobiografía y a un show musical del siglo XXI sobre su vida.
Sus características como actriz le hicieron una figura familiar y querida para los espectadores del teatro y el cine británicos en los inicios de la Segunda Guerra Mundial, pero su popularidad disminuyó en los años cuarenta, tras una serie de filmes de éxito moderado. 
Más adelante interpretó a la madre de Tom Thumb en un film infantil de 1958, y durante la década de 1960 saltó nuevamente a la fama al hacer el papel principal como Mary Dale en el serial radiofónico de la BBC 'The Dales'.  
El teatro y los espectáculos de variedades seguían como principal actividad de Matthews en los años cincuenta y sesenta, con exitosas giras por Australia y Sudáfrica, junto con períodos de trabajo en el teatro de provincias británico y en las pantomimas. Además, llegó a formar parte incondicional de programas televisivos como The Night Of A Thousand Stars y The Good Old Days.
Matthews fue nombrada OBE en 1970, continuando después con su trabajo en el cabaret así como con el rodaje ocasional en el cine y la televisión, con interpretaciones como artista invitada en la popular serie de la BBC Angels y en un episodio de la antología de misterio de la ITV Tales of the Unexpected.
En Los Ángeles, California, representó un show por el cual ganó en 1979 el Premio United States Drama Logue a la mejor interpretación del año.

### Vida personal
En 1926 se casó con el primero de sus tres maridos, el actor Henry Lytton, Jr., hijo de la cantante y actriz Louie Henri y de Henry Lytton, decano del Teatro Savoy. Se divorciaron en 1929. Su segundo y más largo matrimonio fue con el actor y director Sonnie Hale, y el tercero con un militar, el teniente Brian Lewis. Todos sus matrimonios acabaron en divorcio. Con Hale tuvo una hija adoptada, Catherine Hale-Monro.
Matthews tuvo varias relaciones sentimentales que a menudo despertaron controversia en los medios informativos. Uno de sus escándalos fue el uso de sus cartas de amor como evidencia en el divorcio de Hale de su primera esposa, la popular actriz de los años veinte Evelyn Laye. Le costó tiempo recuperar su fama tras todo ello.
Otro de sus romances fue con el príncipe Jorge de Kent. Se dice que parte de su pública conducta sentimental podría deberse al trauma psicológico ocasionado por un embarazo debido a una violación sufrida a los 16 años por un argentino, Jorge Ferrara, cuya familia era amiga del entonces Príncipe de Gales.
Jessie Matthews sufrió a lo largo de su vida períodos de mala salud, falleciendo finalmente a causa de un cáncer en 1981, en Eastcote, Middlesex.

## Filmografía
- The Beloved Vagabond (1923)
- Straws in the Wind (1924)
- Out of the Blue (1931)
- The Midshipmaid (1932)
- There Goes the Bride (1932)
- Friday the 13th (1933)
- The Good Companions (Compañeros de fatiga) (1933)
- The Man from Toronto (1933)
- Strauss's Great Waltz (1933) ('Waltzes from Vienna') dirigida por Alfred Hitchcock.
- Friday the 13th (1934)
- Evergreen (1934)
- First a Girl (1935)
- It's Love Again (1936)
- Gangway (1937)
- Head Over Heels in Love (1937)
- Climbing High (Cuidado con lo que haces) (1938)
- Sailing Along' (1938)
- Forever and a Day (1943)
- Candles At Nine (1944)
- Tom Thumb (El pequeño gigante) (1958)
- The Hound of the Baskervilles (1977)